# Gipsmycena
De gipsmycena (Hemimycena cucullata) is een schimmel behorend tot de familie Mycenaceae. Hij leeft saprotroof op strooisellaag op vochtige humusrijke plaatsen.

## Kenmerken
Hoed
De hoed heeft een diameter van 1-3 cm. De vorm is aanvankelijk conisch, later convex met een stompe umbo. De rand is licht gegroefd, het oppervlak is kaal, glad en sneeuwwit of crèmewit van kleur, het midden is vaak lichtgeel van kleur. Het is niet hygrofaan.
Steel
De steel heeft een lengte van 2-5 cm en een dikte van 1 mm. De basis is voorzien van witte myceliumharen. Het oppervlak is glad, glanzend en heeft dezelfde kleur als de hoed.
Lamellen
De lamellen staan zeer dicht bij elkaar en met een tandje aan de steel bevestigd.
Geur en smaak
Dun, romig wit. Het heeft een milde smaak en een licht kruidige geur.
Sporenprint
De sporenprint is wit.

### Microscopische kenmerken
De sporen zijn spoelvormig, 3–11,7 x 4–5 μm groot, dunwandig, hyaliene. De basidia zijn 4-sporig, nauw verdikt en 20–27 x 6–8 μm groot. Cheilocystidia, 25-31 x 4-7 μm groot, met een stompe top, kleurloos en dunwandig. Pleurocystidia en pileocystidia ontbreken. Caulocystidia 26-30 x 5-6 μm groot, cilindrisch, variabel van uiterlijk. De hyfen in de buitenste laag van het vruchtlichaam zijn recht, cilindrisch, kleurloos, dunwandig. Ze zijn 20-40 μm lang en 5,5-8 μm dik.

## Ecologie
Het ontwikkelt zich op verse grond in loofbossen, houtzagerijen, vuilstortplaatsen en kassen. Het groeit tussen gevallen bladeren, twijgen en mos, vooral op plaatsen die rijk zijn aan organisch materiaal.

## Verspreiding
De gipsmycena komt vooral in Europa voor, buiten dit continent is het voorkomen van deze soort alleen in Kameroen in Afrika beschreven. Het komt veel voor in Midden-Europa. In Nederland komt de gipsmycena matig algemeen voor. Hij staat niet op de rode lijst en is niet bedreigd.